# Blepharocalyx salicifolius
Blepharocalyx salicifolius, popularmente conocido como arrayán, anacahuita u horco molle, es un árbol de la familia de las Mirtáceas, originaria del sur de Brasil, Argentina, Paraguay, Uruguay ,Perú y Ecuador.

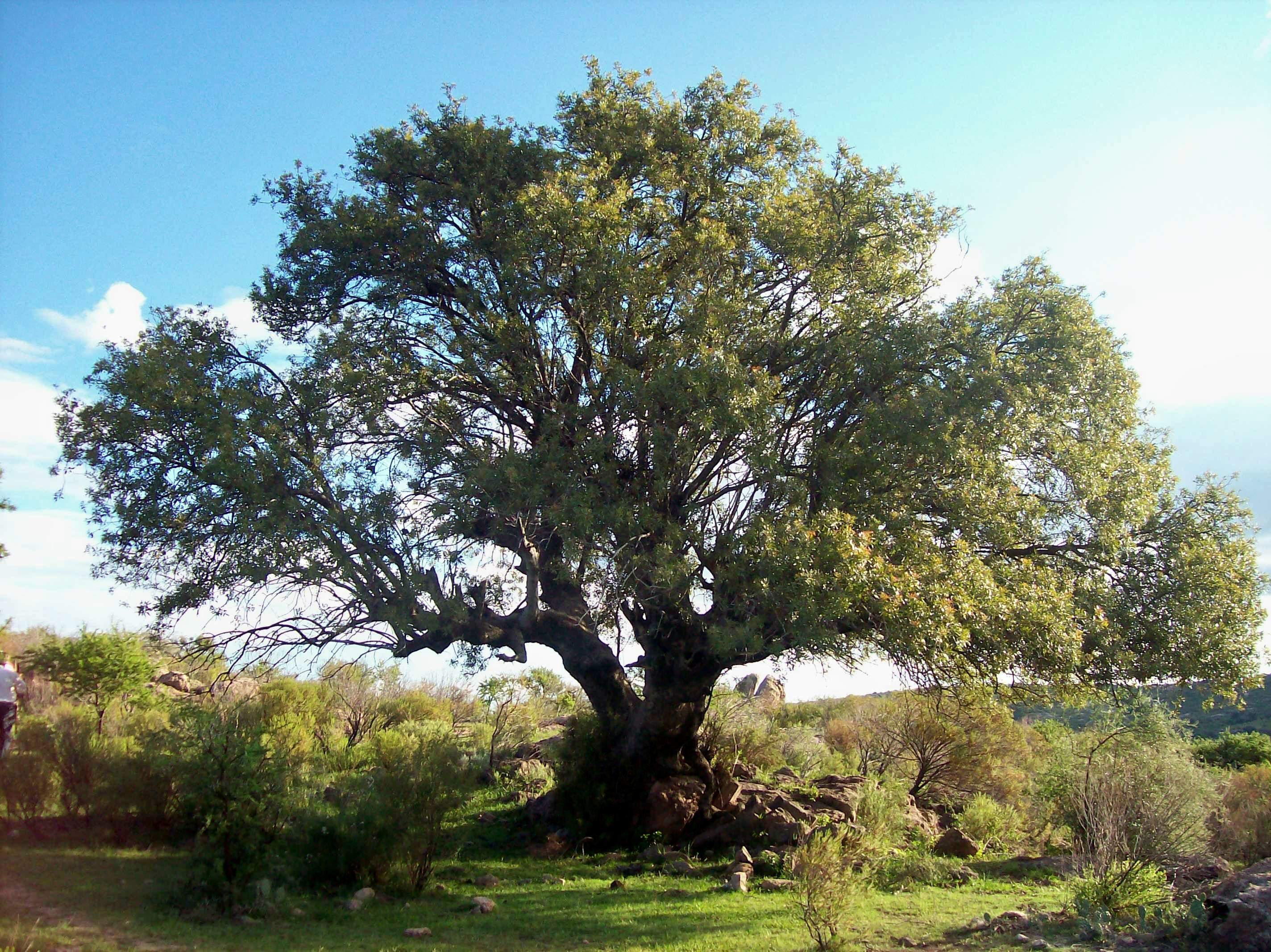
Vista del árbol

## Descripción
Árbol de entre 5 y hasta 30 m y tronco grueso, oscuro, corteza finamente agrietada, de 0,60-1 m de diámetro, con follaje persistente, color verde brillante, que desde lejos parece gris plateado. De hojas simples, opuestas, lanceoladas, 3,5 a 5,5 cm de largo. Ápice acuminado o apiculado, de bordes íntegros, y más claras en el envés.
Las flores blanquecinas, de 1 cm de diámetro, a modos de ramilletes se presentan en inflorescencias di o tri floras, 4 pétalos, 4 sépalos, numerosos estambres. Florece en primavera. Los frutos son bayas redondas, pequeñas de alrededor de 1cm de diámetro, que van del amarillo al rojo-púrpura según la madurez (observándose diferentes estadios simultáneamente). Son comestibles de sabor amargo, dulce (19º Brix) y mentolado, recuerdan al aroma del follaje, se les da principalmente un uso medicinal.  Presentan de una a cuatro semillas en su interior.La madera es dura, indiferenciada entre albura y duramen, color castaño claro, tonos grises, anillos poco demarcados, textura muy fina y grano oblicuo, resistente, de buena calidad, dura y pesada.

## Nomenclatura
Blepharocalyx salicifolius fue descrita por (Kunth) O.Berg y publicado en Linnaea 27(4): 413–414. 1854[1856].
Etimología
Blepharocalyx: nombre genérico que deriva del griego Blepharo = (pestañas) + calyx = cáliz, debido a que sus especies presentan un cáliz particularmente piloso.

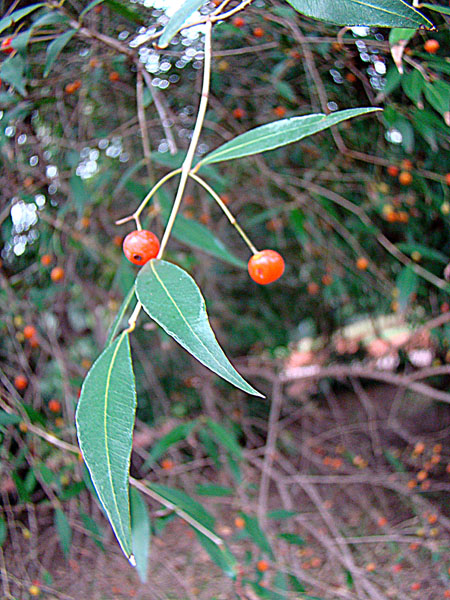
Hojas

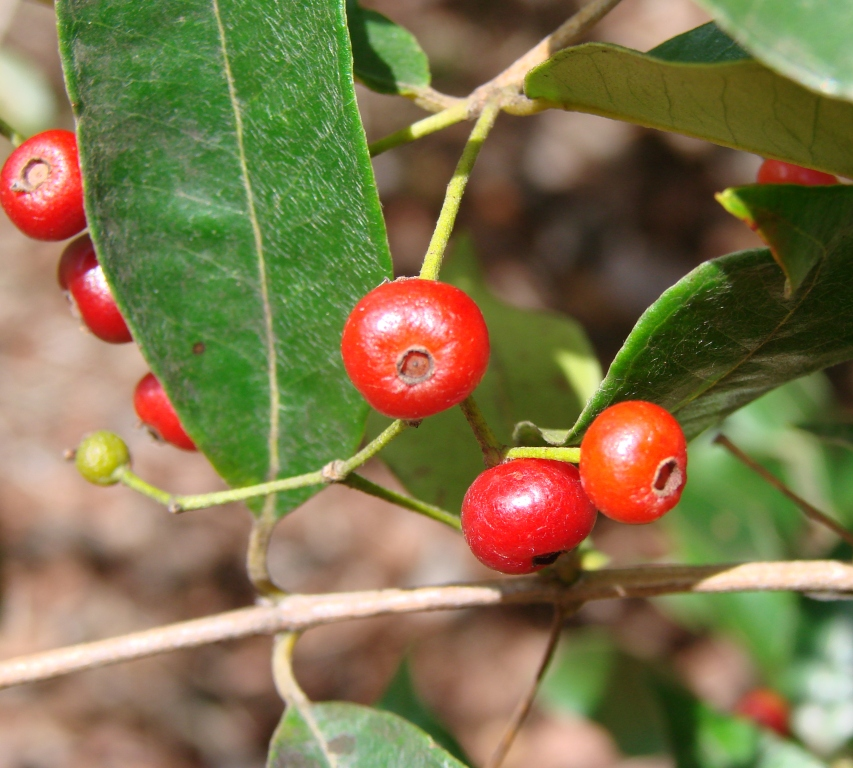
Frutos

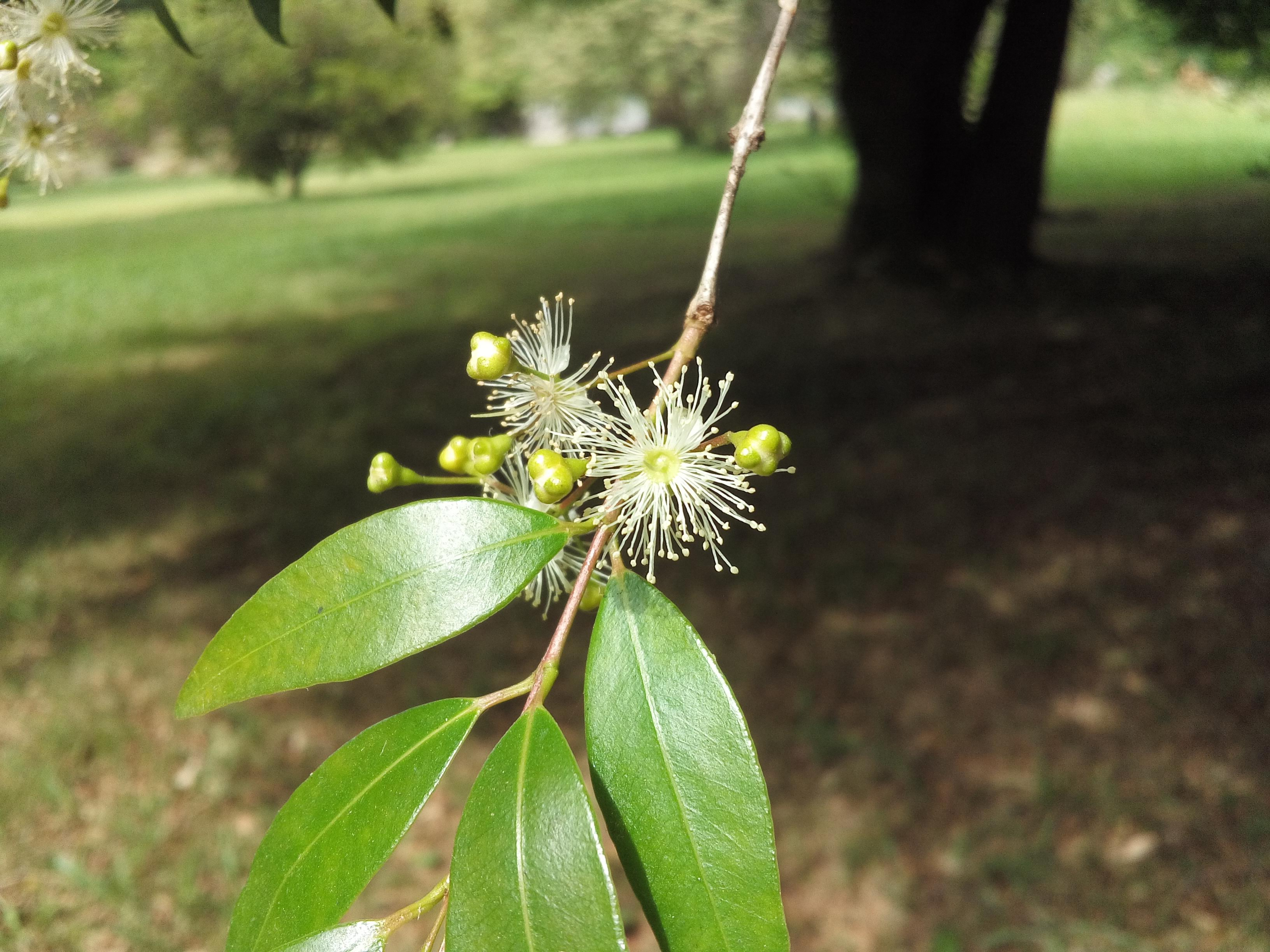
Inflorescencias

El epíteto específico :salicifolius que significa "con las hojas de sauce"
Sinonimia
- Aulomyrcia mugiensis (Cambess.) O.Berg
- Blepharocalyx acuminatissimus (Miq.) O.Berg
- Blepharocalyx acuminatus O.Berg
- Blepharocalyx affinis O.Berg
- Blepharocalyx amarus O.Berg
- Blepharocalyx angustifolius O.Berg
- Blepharocalyx angustissimus O.Berg
- Blepharocalyx apiculatus O.Berg
- Blepharocalyx brunneus O.Berg
- Blepharocalyx canescens O.Berg
- Blepharocalyx cisplatensis Griseb.
- Blepharocalyx cuspidatus O.Berg
- Blepharocalyx depauperatus (Cambess.) O.Berg
- Blepharocalyx deserti (Cambess.) Burret
- Blepharocalyx gigantea Lillo
- Blepharocalyx giganteus Lillo
- Blepharocalyx lanceolatus O.Berg
- Blepharocalyx longipes O.Berg
- Blepharocalyx minutiflorus Mattos & D.Legrand
- Blepharocalyx montanus Lillo
- Blepharocalyx mugiensis (Cambess.) Burret
- Blepharocalyx myrcianthoides Mattos
- Blepharocalyx parvifolius O.Berg
- Blepharocalyx picrocarpus O.Berg
- Blepharocalyx pilosus O.Berg
- Blepharocalyx ramosissimus O.Berg
- Blepharocalyx serra O.Berg
- Blepharocalyx sessilifolius O.Berg
- Blepharocalyx strictus O.Berg
- Blepharocalyx suaveolens (Cambess.) Burret
- Blepharocalyx tweediei (Hook. & Arn.) O.Berg
- Blepharocalyx umbilicatus (Cambess.) Burret
- Blepharocalyx villosus O.Berg
- Blepharocalyx widgrenii O.Berg
- Eugenia acuminatissima Miq.
- Eugenia adamantium Cambess.
- Eugenia decumbens Cambess.
- Eugenia depauperata Cambess.
- Eugenia deserti Cambess.
- Eugenia ipehuensis Barb.Rodr. ex Chodat & Hassl.
- Eugenia piedadensis Kiaersk.
- Eugenia salicifolia (Kunth) DC.
- Eugenia suaveolens Cambess.
- Eugenia tweediei Hook. & Arn.
- Heteromyrtus umbilicata (Cambess.) Blume
- Myrcia mugiensis Cambess.
- Myrcianthes cisplatensis var. angustifolia O.Berg
- Myrcianthes cisplatensis var. brevipedunculata O.Berg
- Myrciaria angustifolia (O.Berg) Mattos
- Myrciaria brevipedunculata (O.Berg) Mattos
- Myrciaria deserti (Cambess.) O.Berg
- Myrciaria dichotoma D.Legrand
- Myrciaria piedadensis (Kiaersk.) Mattos & D.Legrand
- Myrtus amara (O.Berg) Arechav.
- Myrtus amara (O. Berg) Arech.
- Myrtus angustifolia (O.Berg) Arechav.
- Myrtus angustissima (O.Berg) Arechav.
- Myrtus apiculata (O.Berg) Kiaersk.
- Myrtus apiculata var. microphylla Kiaersk.
- Myrtus brunnea (O.Berg) Kiaersk.
- Myrtus dumosa Spreng.
- Myrtus lanceolata (O.Berg) Arechav.
- Myrtus longipes (O.Berg) Kiaersk.
- Myrtus reinhardtiana Kiaersk.
- Myrtus salicifolia Kunth
- Myrtus stricta (O.Berg) Arechav.
- Myrtus umbilicata Cambess.
- Myrtus widgrenii (O.Berg) Kiaersk.
- Pseudomyrcianthes adamantium (Cambess.) Kausel[3]